# Gabrielle Perret-Gentil
Gabrielle Perret-Gentil, née le 12 décembre 1910 à Genève où elle est morte le 14 août 1999, est une gynécologue et obstétricienne pionnière à Genève du droit à l'avortement. 
Dès les années 1960, elle a pratiqué un grand nombre d'IVG, en restant dans le cadre de la légalité, mais en interprétant la loi dans un sens libéral. L'aspect social et avant-gardiste de son action pour la cause des femmes a été reconnu en 2009 par les autorités de la Ville de Genève qui ont donné son nom à une rue devant les hôpitaux universitaires de Genève.

## Biographie
Gabrielle Perret-Gentil appartient à une famille de commerçants genevois. 

### Formation
À l'adolescence elle est une des premières filles à choisir la maturité gréco-latine : à cette époque de non-mixité, cela implique de faire ses études seule fille dans une classe de garçons au Collège Calvin, l’École supérieure des jeunes filles ne dispensant que la maturité latine . Elle entreprend ensuite des études de biologie et de médecine à l'Université de Genève et, arrivée au stade des internats, se montre encore une fois d'avant-garde en choisissant la chirurgie générale, fief masculin par excellence. Elle se marie avec Max Tuchschmid, donne naissance à deux fils et complète sa formation dans les hôpitaux de Zurich, Neuchâtel et Genève, puis s'oriente vers la gynécologie qui comporte un volet chirurgical plus accessible aux femmes.

### Relations avec l'Allemagne
Pendant la Seconde Guerre mondiale, elle part en Allemagne pour compléter sa formation dans des hôpitaux de Hambourg, Berlin et Dresde, ville qu'elle ne quittera que quelques jours avant les bombardements alliés. Son fils, dans le texte biographique qu'il lui consacre, prétend qu'elle a décidé ce stage sur un coup de tête à la suite de son divorce. Son séjour dure de 1943 à 1945.

### Pionnière dans la pratique des IVG
De retour à Genève, Gabrielle Perret-Gentil ouvre un cabinet de gynécologie et joue un rôle de pionnière en matière d'avortements. Elle en pratique un grand nombre tout en restant dans le cadre de la loi. La Suisse, après la guerre, comme les autres pays européens, interdit l'avortement et n'autorise que l'avortement thérapeutique, c'est-à-dire quand la santé de la mère est mise en danger par la grossesse, selon l'article 120 du CPS, code pénal suisse. Dans les cantons protestants toutefois, et surtout à Genève, on interprète la loi dans un sens plus libéral. 
Dans son livre la doctoresse Perret-Gentil cite le professeur  Henri Flournoy, psychiatre, qui a montré que la détresse psychologique d'une femme enceinte peut aussi mettre en danger sa santé. C'est une référence sur laquelle la doctoresse Perret-Gentil peut appuyer sa pratique. Il faut toujours pour justifier une IVG l'avis d'un deuxième médecin, elle en trouve, elle a des appuis dans le corps médical, mais elle est celle qui n'hésite pas à se mettre en avant et revendiquer courageusement ses convictions. Finalement les raisons psychologiques seront retenues officiellement dans un acte de jurisprudence en 1970. Sa réputation se répand et les demandes affluent, elle écrit dans son livre « Avortement et contraception » en avoir reçu en 20 ans environ 25 000 et n'avoir pu en satisfaire que très peu. Beaucoup de femmes des cantons catholiques, plus restrictifs, et de Françaises viennent la consulter, au point que le gouvernement s'inquiète de la nouvelle réputation à l'étranger de la cité de Calvin et veut mettre en place une commission ad hoc pour traiter les demandes des étrangères. Gabrielle Perret-Gentil s'y oppose et est soutenue avec succès par Alfred Borel, député radical et futur conseiller d’État en 1954.
Deux ans plus tard elle fonde la Clinique Vert-Pré avec son compagnon, lui-même médecin, le Dr O. Christev.  Bien que cette clinique dispense toutes sortes d'interventions chirurgicales et de soins médicaux, y compris des accouchements, elle devient vite renommée comme clinique pratiquant des avortements.

### Contribution à la dépénalisation de l'avortement
Ce n'est pas seulement par sa pratique que Gabrielle Perret-Gentil a fait évoluer les mentalités mais aussi par son livre, paru en 1968. Elle y décrit le problème des avortements clandestins et répertorie les raisons qui poussent une femme à vouloir avorter, en partant de son expérience de médecin. Elle développe des réflexions d'avant-garde. Elle demande qu'à côté des motifs psychologiques, on considère aussi des motifs sociaux et économiques et elle parle même d'avortement libre : « La liberté totale en matière d'avortement serait  peut-être l'état de choses le plus normal. Cette opinion émise crûment passera pour une énormité » (p. 121). Le temps lui donnera raison. La loi Veil, dépénalisation de l'avortement, est votée en France en 1975 et la Suisse accepte la solution du délai pour l'avortement en votation populaire en 2002.

### Retraite
Elle se résigne, très tard, à presque 80 ans, à quitter son cabinet. Âgée, elle publie un nouveau roman, elle en avait déjà fait paraître un dans les années 1970 ainsi qu'une pièce de théâtre, et vit ses dernières années en Suisse et en Toscane, entourée de ses enfants, petits-enfants et arrière-petits-enfants. Elle meurt à Genève en 1999 à l'âge de 89 ans.

### La reconnaissance en 2009

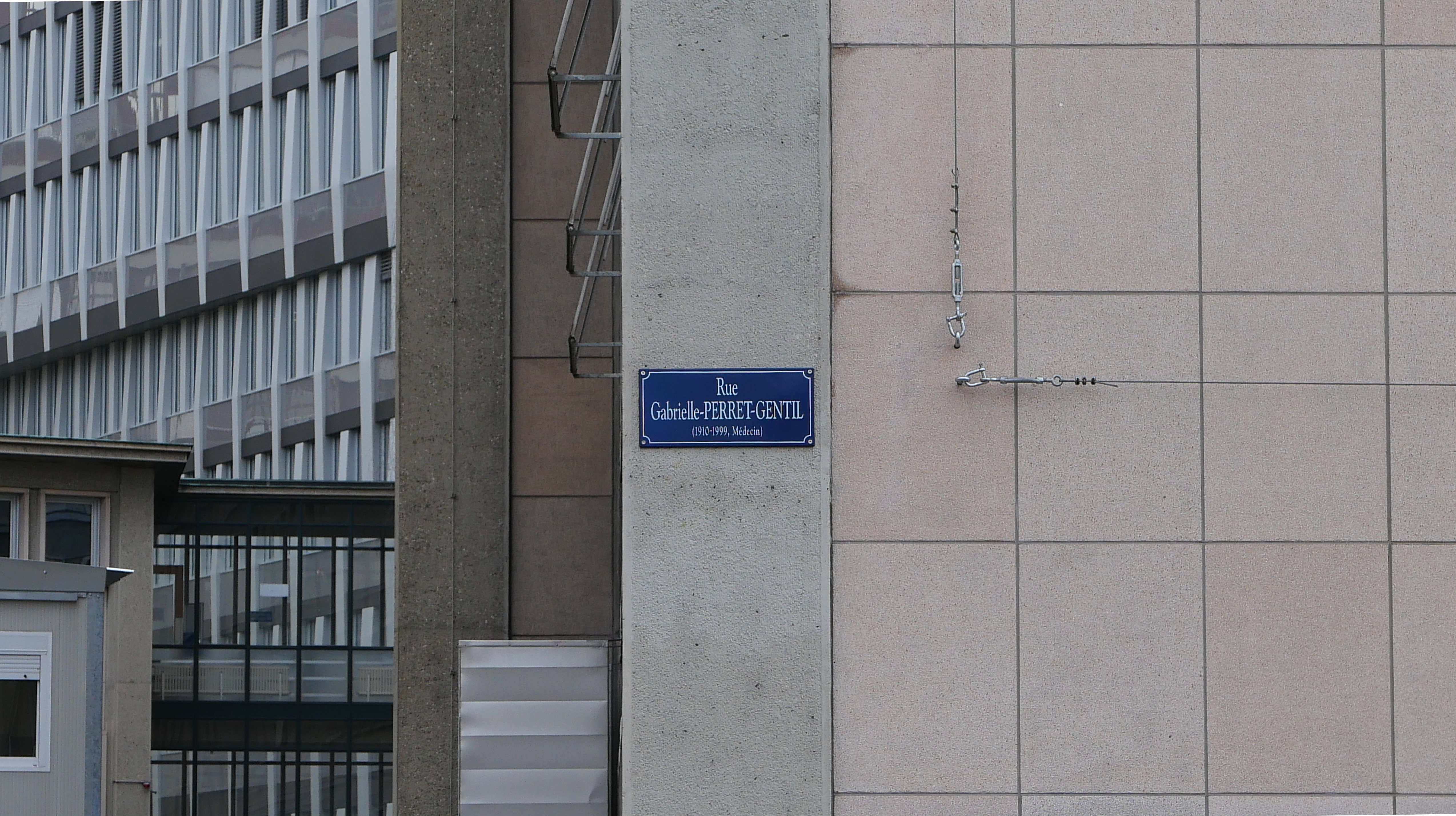
La Rue Gabrielle Perret-Gentil

La reconnaissance de son rôle de pionnière vient tardivement : en 2009 son nom est donné à une rue proche de l'hôpital universitaire à Genève. L'idée émane d'un conseiller administratif de la Ville de Genève Rémy Pagani qui souhaite honorer la doctoresse « pour son activité débordante et son grand rôle social à Genève ». La commission de nomenclature donne un préavis favorable, mais une sourde polémique se manifeste sur deux plans :
- certains médecins de l'hôpital regrettent qu'on donne à une rue située devant l'hôpital universitaire « un nom trop attaché à l'IVG »[7];
- son séjour en Allemagne. Son fils prend sa défense[8].

Mais la controverse fait long feu et la rue peut être officiellement inaugurée en février 2009. C'est le 21e nom de femme attribué à une rue à Genève. La rue Gabrielle Perret-Gentil correspond à un segment de la rue Sautter et passe devant l'hôpital universitaire de Genève.

## Publications
- Avortement et contraception, Delachaux et Niestlé, Neuchâtel 1968
- D'argent à la Croix de Gueule, pièce de théâtre sur la vie d'Henri Dunant, 1970
- Madones et Ribaudes, roman 1974
- Le Doigt, roman, l'Age d'Homme, 1993